# TANPAKU
TANPAKU（たんぱく）は、タンパク質の立体構造予測をブラウン動力学法を用いて研究・解析する分散コンピューティングプロジェクトである。プラットフォームとしてBOINCを使用していた。
2008年8月18日にHDDのトラブルによるサーバ障害が発生しそれ以降は復旧待ちの状態であったが、主要メンバーが学外に出るなどしたため2009年2月に公式サイト上で正式に休止が発表された。

## 概要
生物の重要な構成成分であるタンパク質は、基本単位として20種類のアミノ酸で構成されており、複数のアミノ酸がペプチド結合される事によりタンパク質となる。ペプチド結合される際の順序や数によって、生成されるタンパク質の種類や構造が変わる事になる。各アミノ酸を結合し、そこから生成されたタンパク質の立体的な構造が解明できれば、タンパク質の働きを知る上で重要な手掛かりとなる。TANPAKUは、そのような研究・解析を行っているプロジェクトの一つに数えられる。主宰していたのは、東京理科大学の山登研究室と武田研究室であり、BOINCでは当時唯一日本の大学機関が中心となっているプロジェクトであった。

## 計算能力
インターネットを介した分散コンピューティングを解析に用いる事で、低予算でありながら性能の高い処理能力を得る事ができている。
- 約7.7TFLOPS（2008年7月31日 平均値[1]）
  - これは日本の代表的なスーパーコンピュータである地球シミュレータ（旧システム、40.96TFLOPS）の約5分の1の性能を常時得られている事になる。一方で類似の生化学系プロジェクトにはこの十倍あるいはそれ以上の計算能力を得ているものがある。なおBOINC全体の処理能力は1.2PFLOPS(1,200TFLOPS)であり、TANPAKUはそのうちの0.6%を占有している。

参加台数は登録台数で4万台、実働台数で1万台程度である。東京理科大学では当初の目標として国内外で100万台の参加を目指すとしており、その実現にはまだ遠い。唯一の国内プロジェクトということもあり、参加者は日本からが最多で、この点でアメリカからの参加者が多い他のプロジェクトと異なっていた。